# Arrondissement de Kouthiaba Wolof
L'arrondissement de Kouthiaba Wolof est l'un des arrondissements du Sénégal. Il est situé dans le département de Koumpentoum et la région de Tambacounda.
Créé par un décret du 10 juillet 2008, il compte quatre communautés rurales :
- Communauté rurale de Payar
- Communauté rurale de Kouthiaba Wolof
- Communauté rurale de Kouthia Gaydi
- Communauté rurale de Pass Koto

Son chef-lieu est Kouthiaba Wolof.